# الإسلام في الدنمارك

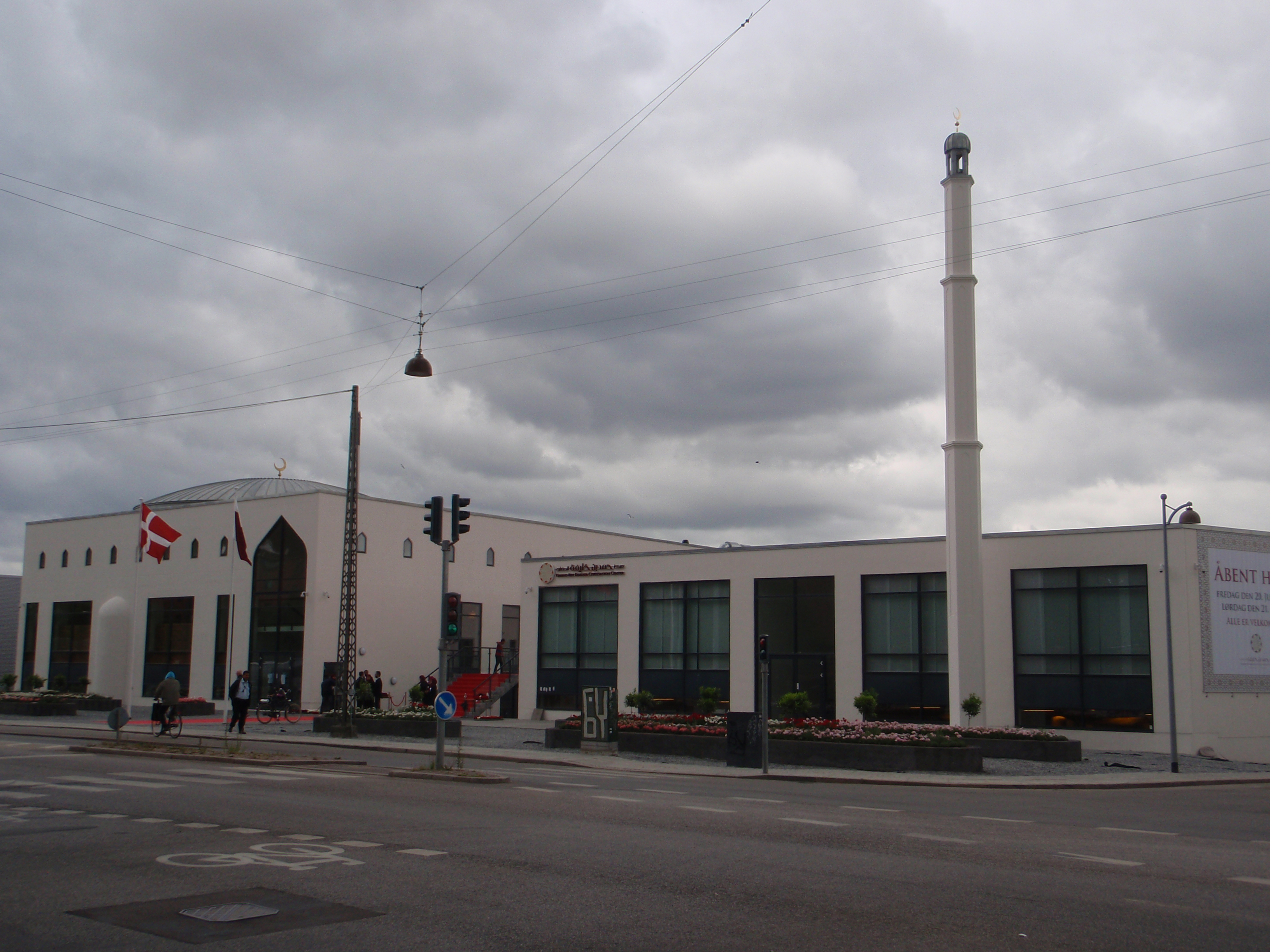
المسجد الكبير في كوبنهاغن من أكبر المساجد في الدنمارك.

الإسلام في الدنمارك يعتبر الإسلام أكبر أقلية دينية في الدنمارك ويلعب دورًا في تشكيل المشهد الاجتماعي والديني. وفقًا لتحليل أُجرِي عام 2018، يوجد في الدنمارك 306 آلاف مسلم يشكّلون 5.3% من إجمالي السكان حتى أكتوبر 2017. وحتى أكتوبر عام 2019، ارتفع العدد إلى ما يقرب من 313،713 مسلمًا يعيشون في الدنمارك، أو ما يقرب من 5.40% من السكان، وفقًا لدراسة أُجرِيت عام 2019. وكان العدد يتزايد على مدى العقود الماضية. في عام 2009، أعلنت وزارة الخارجية الأمريكية أن النسبة تقارب 3.7% من السكان بسبب الهجرة. وأشارت مصادر سابقة، بما في ذلك وزارة الشؤون الخارجية الدنماركية، إلى نسب أقل. وفقًا للأرقام التي أوردتها هيئة الإذاعة البريطانية عام 2005، حوالي 270 ألف مسلم يعيشون في الدنمارك في ذلك الوقت (4.8% من مجموع السكان البالغ 5.6 مليون نسمة).
غالبية المسلمين في الدنمارك من السنة، مع أقلية شيعية. كما يوجد نسبة من الجماعة الأحمدية أيضًا في الدنمارك. في السبعينات من القرن العشرين، وصل المسلمون من تركيا وباكستان والمغرب ويوغوسلافيا السابقة للعمل. في الثمانينات والتسعينات من القرن العشرين، كان غالبية المسلمين الوافدين من اللاجئين وطالبي اللجوء من إيران والعراق والصومال والبوسنة. بالإضافة إلى ذلك، اعتنق بعض الدنماركيين الإسلام؛ حيث اعتنق الإسلام ما يقدر بنحو 2800 دانماركي وحوالي سبعين دانمركياً كل عام.

## التركيبة السكانية
لا تقوم الحكومة الدنماركية بجمع بيانات عن ديانة المواطنين، لذا فإن العدد الدقيق للمسلمين في الدنمارك غير معروف على وجه التحديد. يقدر الباحث الدنماركي بريان جاكوبسن، الذي يقوم بتقديرات منتظمة بناءً على الأصل القومي للمهاجرين وأحفادهم، أنه بحلول أكتوبر 2017 كان المسلمون يشكلون 306.000 شخص أو 5.3% من السكان الدنماركيين. أكثر من 70% من المسلمين في الدنمارك هم مواطنون دنماركيون، ومعظمهم من الجيل الأول أو الثاني من المهاجرين. في عام 2013، اعتنق ما يقرب من 2000 إلى 5000 دنماركي الإسلام. يتوزع المسلمون بشكل غير متساو في جميع أنحاء الدنمارك وتتركز غالبيتهم في المدن الكبرى. يعيش حوالي 47.4% من المسلمين الدنماركيين في كوبنهاغن الكبرى، و9.4% في آرهوس، و5.5% في أودنسه.

### الأصل العرقي
في عام 2014، كانت أكبر مجموعة عرقية من المسلمين في الدنمارك من الأتراك (22.2% من إجمالي المسلمين الدنماركيين)، يليهم العراقيون (10.2٪)، واللبنانيون (9.5٪)، والباكستانيون (8.7٪)، والصوماليون (7.3٪)، والأفغان، (6.3٪).

## المنظمات الإسلامية
توجد في كوبنهاغن عدة مؤسسات منها جمعية الشباب الإسلامي، والمركز الثقافي الإسلامي، ومركز البحوث الإسلامية، ومكتب رابطة العالم الإسلامي، والاتحاد العام للجمعيات الإسلامية بالدول الإسكندنافية، ومدرسة الأقصي العربية الإسلامية، والمعهد النوردي للطلاب الآسيويين، كما يوجد مراكز إسلامية كما المركز الثقافي في هلسنجور في مدينة هليسنجود، والمركز الثقافي الإسلامي في مدينة كوبنهاغن, ومسجد كوبنهاغن الكبير في كوبنهاغن أيضا.

## أعلام المسلمين الدنماركيين
- أحمد أبو لبن
- أحمد عكاري
- أسماء عبد الحميد
- دار سليم
- ناصر خضر

## انظر ايضًا
- المركز الثقافي الإسلامي في كوبنهاغن
- المركز الثقافي في هلسنجور بالدنمارك